# Perizoma particulata
Perizoma particulata là một loài bướm đêm trong họ Geometridae.